# الطوق والإسورة (فلم)
الطوق والإسورة هو فيلم مصري من إخراج خيري بشارة.

## قصة الفيلم
عام 1933 في قرية الكرنك بالأقصر، تعيش حزينة مع زوجها بخيت البشارى المشلول والمصاب بالسل. وابنتهما فهيمة، تأمل أن يعود ابنها مصطفى الغائب والذي نزح إلى السودان بحثًا عن لقمة العيش. يتزوج الحداد الجبالى من فهيمة بعد وفاة أبيها، ولأنه عاجز جنسيًا فإنها تتأخر في الإنجاب فتلجأ أمها إلى المعبد ليباركها الشيخ هارون ويختلط الإيمان بالفساد، ويأتى الحل على يد حارس المعبد نفسه، وتنجب المولودة فرحانة التي لا يعترف بها الأب لعلمه بعجزه جنسيًا، تمرض فهيمه وتموت لعلاجها بشكل بدائي، تمر السنون وتسعى فرحانة الحفيدة مع جدتها حزينة لكسب قوتها. تحمل فرحانة سفاحا. يعود خالها مصطفى بعد سفره الطويل ويحاول تغيير مفاهيم أهل القرية دون جدوى. تموت فرحانة قتيلة على يد ابن عمتها.

## فريق العمل
| الرقم | الشخصية            | الممثل           | معلومات |
| ----- | ------------------ | ---------------- | ------- |
| 1     | بخيت البشاري/مصطفى | عزت العلايلي     |         |
| 2     | حزينة              | فردوس عبد الحميد |         |
| 3     | فهيمة/فرحانة       | شريهان           |         |
| 4     | سعد                | عبد الله محمود   |         |
| 5     | الحداد             | أحمد عبد العزيز  |         |
| 6     | محمد               | محمد منير        |         |

## روابط خارجية
- الطوق والإسورة على موقع IMDb (الإنجليزية)
- الطوق والإسورة على موقع الدهليز
- الطوق والإسورة على موقع قاعدة بيانات الأفلام العربية
- الطوق والإسورة على موقع قاعدة بيانات الفيلم (الإنجليزية)
- الطوق والإسورة على موقع ليتربوكسد (الإنجليزية)
- الطوق والإسورة على موقع كينوبويسك (الروسية)